# 美因茨大学

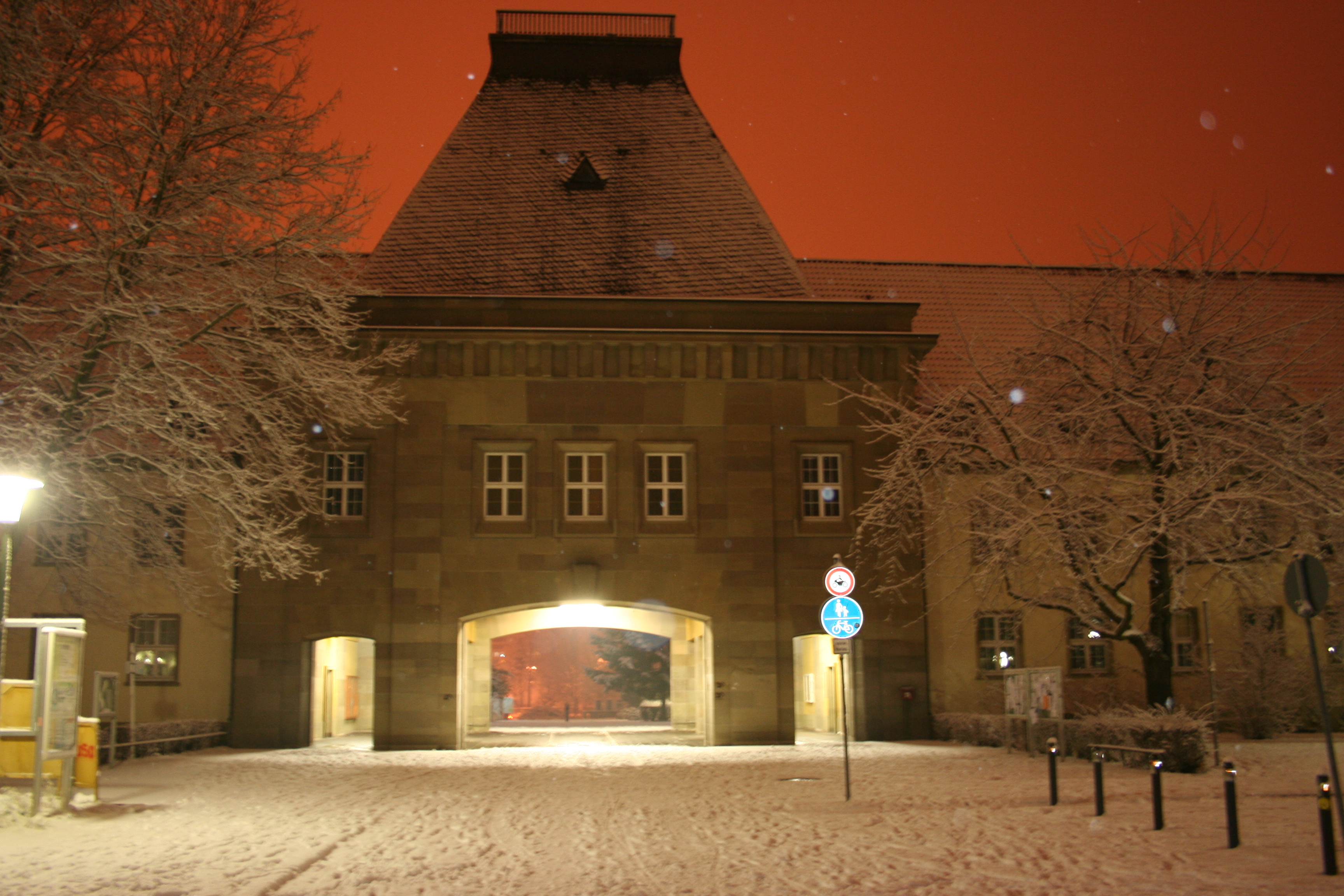
校園一景

约翰内斯·谷登堡-美因茨大学（德語：Johannes Gutenberg-Universität Mainz），简称美因茨大学，位在德国莱茵兰-普法尔茨州首府美因茨市，以西方活字印刷術發明人约翰内斯·谷登堡之名為大學命名。
美因茨大學始建于1477年，具有500多年历史，是素孚聲望的综合性研究型大学，擁有150個科系和研究所。2014-2015年统计约有三万五千名学生，学生规模在德国排名前十位。著名校友包括奥地利宰相克莱门斯·梅特涅、中華民國前司法院大法官戴東雄等。

## 諾貝爾獎得主
1. 1956年 沃纳·福斯曼－諾貝爾生醫獎
2. 1995年 保羅·克魯岑－諾貝爾化學獎